# Vanessa Civit
Vanessa Civit est une lutteuse libre française née le 16 juillet 1975.
Elle est championne d'Europe en 1996 dans la catégorie des moins de 75 kg.

## Palmarès

### Championnats d'Europe
- Médaille d'or en lutte libre dans la catégorie des moins de 75 kg en 1996 à Oslo
- Médaille de bronze en lutte libre dans la catégorie des moins de 75 kg en 1993 à Ivanovo